# إد سميث (لاعب كرة قاعدة)
إد سميث (بالإنجليزية: Ed Smith)‏ هو لاعب كرة قاعدة أمريكي، ولد في 21 فبراير 1879 في مينتون في الولايات المتحدة، وتوفي في 20 مارس 1956 في تاربون سبرينغز في الولايات المتحدة.

## وصلات خارجية
- إدوارد سميث على موقعبيزبول رفرنس.كوم (الدوري الرئيسي) (الإنجليزية)